# Fadaei
Ashkan Saranjam (persan : اشکان سرانجام), connu professionnellement sous le nom de Fadaei (persan : فدائی) et né le 5 décembre 1989 à Téhéran, est un rappeur, chanteur et auteur-compositeur iranien,,,. Il est membre du groupe de musique Moltafet. Les chansons de Fadaei ont souvent des thèmes politiques et anti-République islamique d'Iran,,,,,.

## Carrière
Il a commencé son travail en publiant Iran Iran un an après les manifestations de l'élection présidentielle iranienne de 2009 mentionnant le meurtre de Neda Agha-Soltan et la catastrophe du centre de détention de Kahrizak en 2009,.
Après la dispute de Fadaei avec Hichkas, il devient manager du groupe de musique Moltafet,,,,,,.

## Discographie

### Albums
- 2012 : Adl [20]
- 2022 : Hag [21]
- 2024 : Eshgh[22]